# Дейвис (море)
Вижте пояснителната страница за други значения на Дейвис.
Море Дейвис (на английски: Davis sea) е периферно море в Индоокеанския сектор на Южния (Арктически) океан край бреговете на Източна Антарктида – Бряг Правда на Земя Кралица Мери. Простира се между 87° и 98°и.д., а приблизителната му граница на север се прекарва по 64°ю.ш. На запад границата с море Съдружество се прекарва от Западния шелфов ледник на север по 87°и.д., а на изток границата с море Моусън – от шелфовия ледник Шакълтън на север по 98°и.д. Дължина от изток на запад около 600 km, ширина около 300 km, площ около 180 хил.km2, максимална дълбочина до 1300 m. В южната му част се намира остров Дригалски. Целогодишно морето е покрито с дрейфуващи ледове. Соленост 33,0 – 33,5‰.
Морето е открито през 1912 г. от австралийската антарктическа експедиция 1911-14 г. с ръководител Дъглас Моусън и е наименувано от него в чест на капитана на експедиционния кораб „Аврора“ Джон Кинг Дейвис. На 13 февруари 1956 г. на Брега Правда е открита първата руска антарктическа станция „Мирни“.